# Dawid Ogrodnik
Dawid Ogrodnik est un acteur polonais, né en 1986 à Wągrowiec, en Pologne.

## Biographie
Diplômé de École nationale supérieure de théâtre Ludwik Solski, il est reconnu meilleur acteur dans un second rôle lors du 37e Festival du film polonais de Gdynia.

## Filmographie
- 2013 : La vie est belle - Mateusz Rosiński
- 2013 : Ida, de Paweł Pawlikowski - le saxophoniste
- 2012 : Prawo Agat - Dawid Kowal
- 2012 : Jesteś Bogiem - Sebastian "Rahim" Salbert
- 2012 : Chce się żyć - Mateusz
- 2010 : Majka (série télévisée) - Krzysztof Pakoca
- 2010 : Cisza - Grzesiek
- 2018 : O Grande Circo Místico

## Récompenses et Distinctions
- Festival du film polonais de Gdynia
  - Meilleur acteur dans un second rôle en 2012, pour le rôle de Leszek Dawid, dans Jesteś Bogiem